# Saint-Martin-sur-Ocre (Loiret)
Saint-Martin-sur-Ocre – miejscowość i gmina we Francji, w Regionie Centralnym, w departamencie Loiret.
Według danych na rok 1990 gminę zamieszkiwało 1008 osób, a gęstość zaludnienia wynosiła 64 osoby/km² (wśród 1842 gmin Regionu Centralnego Saint-Martin-sur-Ocre plasuje się na 392. miejscu pod względem liczby ludności, natomiast pod względem powierzchni na miejscu 849.).